# Berghäran (Brändö, Åland)
Berghäran är fyra skär på Åland (Finland). Det ligger i Skärgårdshavet och i kommunen Brändö i landskapet Åland, i den sydvästra delen av landet. Ön ligger omkring 57 kilometer nordöst om Mariehamn och omkring 240 kilometer väster om Helsingfors.
Öns area är 1,5 hektar och dess största längd är 150 meter i nord-sydlig riktning.
I den här delen av skärgården finns inga större öar. De närmsta grannarna är Töckenlanden i norr och Österlägret i väster. Terrängen på Berghäran berstår av kala klippor med ytterst sparsam vegetation av mossa och gräs.